# Evergator
Evergator (av lat. evergere, hälla ut), en av A.T. Pfeiff i Stockholm uppfunnen apparat, avsedd att medelst uppvärmning och urluftning framställa en bakteriefri och luktfri mjölk (så kallad evergerad mjölk) och därav beredda produkter.
Den något uppvärmda mjölken passerar först en separator, som är försedd med en särskild reningsinsats i kulan, varigenom mjölken befrias från smuts. Mjölken går därefter genom den egentliga evergatorn, i vilken den med ånga upphettas till omkring 95° C, varigenom alla i mjölken vegeterande bakterier dödas. Evergatorn består av ett antal inuti varandra anordnade, koniska värmeelement, som mellan sig bilda en i vertikal tvärgenomskärning u-formig genomströmningskanal för den vätska, som skall uppvärmas. Genom apparatens konstruktion åstadkoms i den genomströmmande vätskan virvelrörelser, till följd varav vätskan till alla delar blir utsatt för den höga temperaturen. Omedelbart därefter passerar mjölken en avkylnings- och urluftningsapparat, varigenom uppkomsten av koksmak undviks. Evergatorn arbetar kontinuerligt.